# Olhão
Olhão (officiellement Olhão da Restauração) est une municipalité (en portugais : concelho ou município) du Portugal, située dans le district de Faro et la région de l'Algarve. C'est une ville de pêcheurs pleine de vie[pas clair] dont les maisons blanchies à la chaux, évoquent, aux yeux des Français, l'Afrique du Nord.

## Géographie
Olhão est une commune limitrophe de Tavira (au nord et à l'est), de Faro (à l’ouest) et de São Brás de Alportel (au nord-ouest).
De plus, l’océan Atlantique borde la commune (au sud).
| São Brás de Alportel | Tavira           | Tavira |
| Faro                 | Olhão            | Tavira |
| ~~ ~~                | Océan Atlantique | ~~ ~~  |

### Climat
Située en Algarve, Olhão présente un climat typiquement méditerranéen, caractérisé par des saisons chaudes et sèches pendant cinq mois de l'année, avec des températures médianes quotidiennes d'environ 22,5 °C et des hivers doux, avec de faibles précipitations et des températures médianes quotidiennes d'environ 12,4 °C.
D'une manière générale, la commune présente un climat méditerranéen tempéré et humide, avec des étés chauds et secs et des hivers doux. Les précipitations sont réparties de manière irrégulière tout au long de l'année, tout en se concentrant dans les mois entre l'automne et le printemps.

### Zones protégées
Tout le littoral de la municipalité appartient au parc naturel de la Ria Formosa, l'une des plus importantes zones humides d'Europe, considérée en 2004 par l'Union internationale pour la conservation de la nature (UICN) comme une zone humide d'intérêt mondial.
Le parc naturel de Ria Formosa a été institué en 1987, par le décret-loi 373/87 (9 septembre), dans le but de protéger et de conserver ce système particulier, et en particulier la flore et la faune, y compris les espèces d'oiseaux migrateurs et leurs habitats. Le parc naturel s'étend sur les municipalités de Loulé, Faro, Olhão, Tavira et Vila Real de Santo António, sur une superficie de 18 400 hectares, sur 60 kilomètres de côte, d'Ancão à Manta Rota, et couvre une grande variété d'habitats : îles barrières, marais, bancs de boue et de sable, dunes, marais salés, étangs d'eau douce et cours d'eau saumâtre, forêts et zones agricoles.
Dans la municipalité d'Olhão, l'île d'Armona est incluse dans les îles-barrières de la Ria Formosa : cela comprend les plages de Fuseta Mar et Armona Mar.

## Histoire

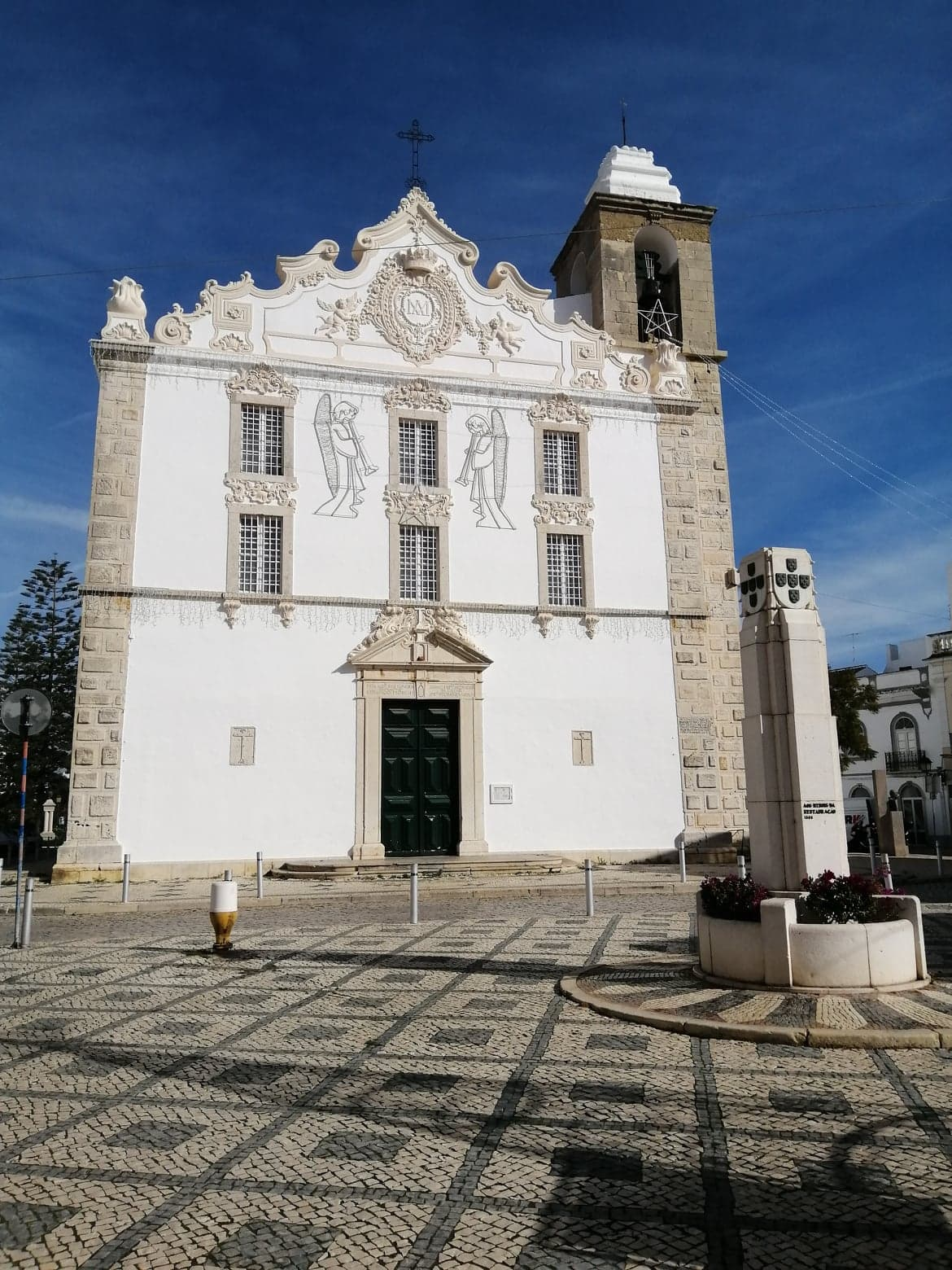
La construction de l'église de Notre-Dame du Rosaire, aujourd'hui l'église mère d'Olhão, a commencé en 1698. Elle s'est ouverte au culte en 1715.

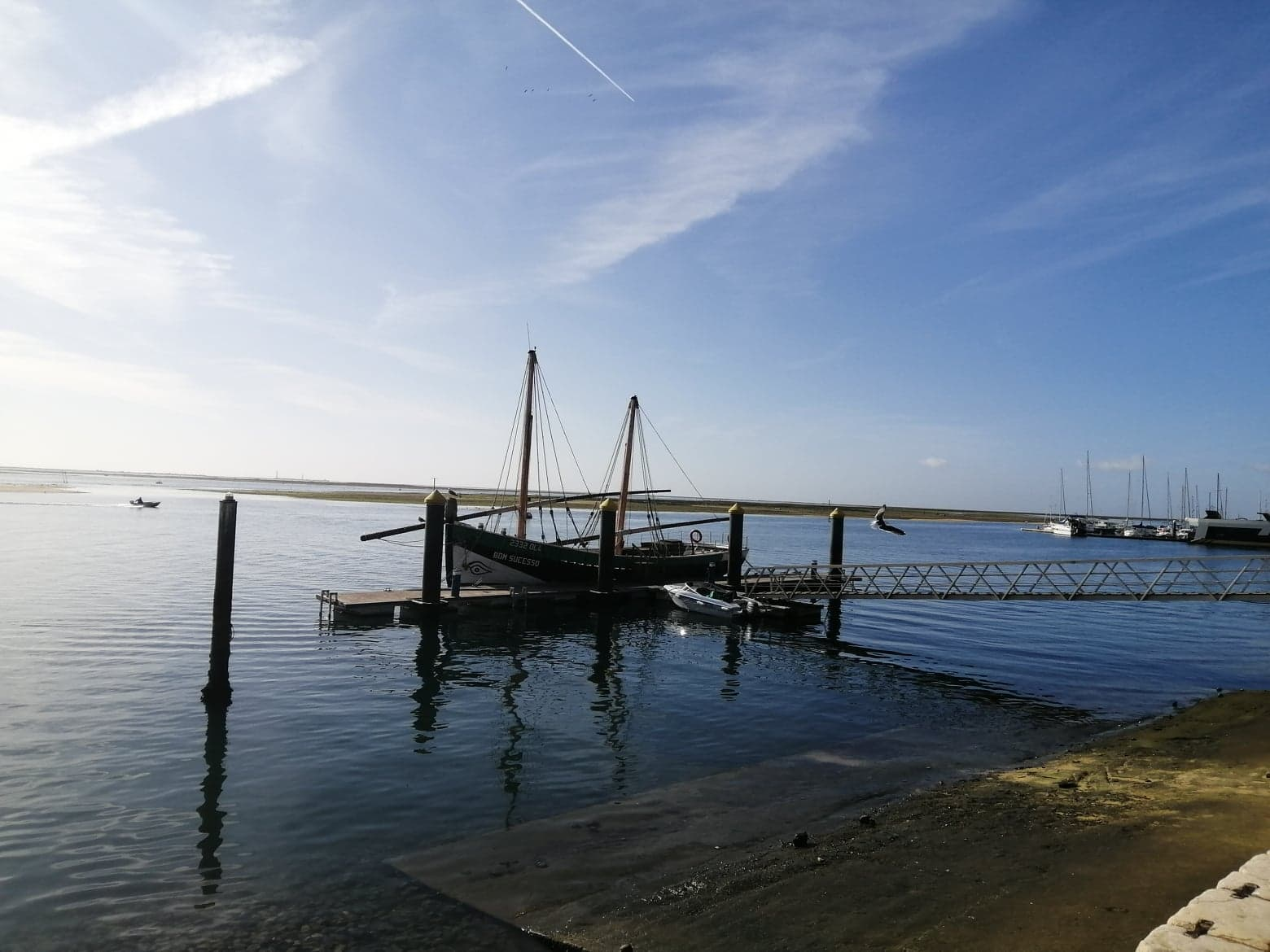
La réplique du caique Bom Sucesso amarrée sur le front de mer.

Depuis la préhistoire, le site d'Olhão est occupé par les hommes, cependant, les premières formes écrites attestées datent seulement de 1378, se référant à une localité nommée Olham. La lagune, la Ria Formosa, dans laquelle est située et l'abondance de l'eau ont été des facteurs décisifs qui ont incité les pêcheurs, au début du XVIIe siècle, à se rassembler le long de la plage d'Olhão, alors même que le gouvernement de Faro décourageait cette implantation le long de cette côte. La croissance de l'activité ici a cependant été soutenue par la protection offerte par la forteresse de São Lourenço, qui gardait la côte et l'entrée de la lagune, décourageant ainsi les attaques des corsaires.
La croissance progressive de la pêche ainsi que des entreprises commerciales associées à cette croissance, ont provoqué un bond démographique. En conséquence, en 1695, les habitants ont demandé à l'évêque de Faro qu'Olhão soit désannexée de la paroisse de Quelfes, ce qui a entraîné la formation de la paroisse de Nossa Senhora do Rosário de Olhão.
Pendant l'occupation française de l'Algarve, au cours la guerre d'indépendance espagnole, Olhão a été le théâtre d'un des rares soulèvements publics contre les occupants, qui a eu lieu le 16 juin 1808. Cette révolte a abouti à l'expulsion des Français d'Olhão et, par conséquent, du reste de l'Algarve. C'est à cette époque qu'un mois plus tard, un petit groupe de 17 hommes s'embarque au Brésil sur un caique (petit voilier) nommé Bom Sucesso, dans l'espoir de promouvoir le succès de l'Algarve auprès de la Cour portugaise exilée au Brésil[3]. L'équipage apporte une déclaration officielle décrivant l'attitude audacieuse de la révolte d'Olhão. Une réplique du bateau est amarrée sur le front de mer d'Olhão. 
En récompense, une charte royale (ayant force de loi) a été signée par le Prince Régent Jean pour distinguer Olhão et ses habitants, transformant le lieu de la localité en ville, et ordonnant qu'elle soit appelée Vila de Olhão da Restauração. Cette transformation a abouti à la création d'une nouvelle municipalité, avec autonomie locale, à partir de 1826.
En 1835, la paroisse de Moncarapacho a commencé à fonctionner comme une banlieue d'Olhão, et l'année suivante, le conseil municipal a pris le contrôle des paroisses civiles (ou freguesias) d'Olhão, de Quelfes, de Pechão et d'une partie de Moncarapacho.
Une division judiciaire du Portugal en 1874, a abouti à la délimitation définitive de la municipalité d'Olhão, constituée par les cinq paroisses civiles d'Olhão, Moncarapacho, Quelfes, Pechão et Fuseta.
Au fil du temps, la petite ville de pêcheurs s'est transformée en un centre économique, social et urbain, ce qui lui a valu de s'élever au rang de ville en 1985. Ces dernières années, la ville d'Olhão voit se développer une économie de tourisme florissante.

## Démographie
| 1849   | 1900   | 1930   | 1960   | 1981   | 1991   | 2001   | 2011   |
| ------ | ------ | ------ | ------ | ------ | ------ | ------ | ------ |
| 11 934 | 24 276 | 27 664 | 30 871 | 34 573 | 36 812 | 40 808 | 45 396 |

## Économie
L'économie de la municipalité d'Olhão est caractérisée par un réseau dense d'activités économiques fortement ancrées dans le secteur primaire (agroalimentaire et pêche) et dans l'entrepreneuriat individuel.

### Secteur primaire
Le secteur de l'agriculture, de l'élevage et de la sylviculture a perdu l'importance qu'il avait par le passé dans l'économie et dans l'emploi local, à l'exception d'une expérience en cours développée par un opérateur néerlandais dans le domaine de la production de fleurs, qui exporte quotidiennement d'importantes quantités de fleurs vers l'Europe, en suivant les règles de logistique les plus modernes et les plus efficaces pour ce produit sensible.
Dans la zone de la municipalité, deux systèmes de production coexistent : le système de production Campina, dans les zones plates irriguées des paroisses côtières d'Olhão et de Pechão, où l'horticulture et la citriculture sont les cultures dominantes ; et le système Barrocal, dans les zones arides de Quelfes et de Moncarapacho, où, outre quelques vergers d'agrumes, on trouve le verger des zones arides (amandiers, oliviers, caroubiers et figuiers).
Le recensement agricole de 1999 a révélé que les terres utilisées pour l'agriculture occupaient une superficie de 4 407 hectares dans la municipalité d'Olhão, 909 hectares de terres arables (jardins potagers et cultures temporaires) et 3 474 hectares de cultures permanentes, ont subi une réduction en raison de l'extension de l'urbanisation sur des zones occupées par ce type de cultures, réduisant les surfaces consacrées aux agrumes (1 400 ha) et aux fruits secs (1 300 ha) sur les terres non irriguées.
La pêche, qui était autrefois l'une des bases de l'emploi du conseil, reste l'activité la plus importante du secteur primaire : en 2009, elle a employé plus de 1 000 actifs (40% des pêcheurs enregistrés dans toute la région), enregistrant des prises de 13 672 tonnes de poisson (50% du total régional) pour une valeur de 19,2 millions d'euros (chiffres de 2009). C'est le plus grand port de pêche d'Algarve.

### Secteur secondaire
Les principales activités du secteur secondaire sont représentées par l'industrie manufacturière (225 entreprises actives à la fin de 2008) et la construction (714 entreprises actives à la fin de 2008).
Dans l'industrie manufacturière, les sous-secteurs de l'alimentation, du bois et du liège, de la fabrication de produits métalliques et de la réparation de machines et d'équipements représentent plus de 85 % de l'emploi et du chiffre d'affaires de l'ensemble du secteur.Au cours des dernières décennies, le secteur de la construction est devenu le deuxième secteur le plus important en termes d'emploi et de chiffre d'affaires dans la municipalité, après le commerce.

### Secteur tertiaire
En excluant les services publics administratifs et sociaux, le secteur des services formels (commerce, tourisme, transport, activités financières et immobilières, éducation, santé et services administratifs privés) offre des emplois à plus de 6 000 actifs avec une forte concentration de sites d'emploi dans la ville d'Olhão.
Le secteur des services est dominé par le commerce. Il s'agit essentiellement du commerce de détail au niveau local, à l'exception de quelques entreprises de gros, de commerçants et de distributeurs de poisson, de produits alimentaires et de matériaux de construction, notamment ceux situés dans la zone industrielle.
Le secteur de l'hébergement et de la restauration bien qu'il assume une certaine importance pour les services liés au tourisme dans le domaine de la restauration, n'a pas l'expression économique qu'il atteint dans les conseils touristiques de la Région. L'offre de restauration est abondante et répartie dans toutes les paroisses de la municipalité, tandis que l'offre d'hébergement est limitée à un nombre restreint d'hôtels, d'établissements de tourisme rural et de campings.

## Subdivisions
La municipalité d'Olhão regroupe 4 paroisses (en portugais : freguesias)

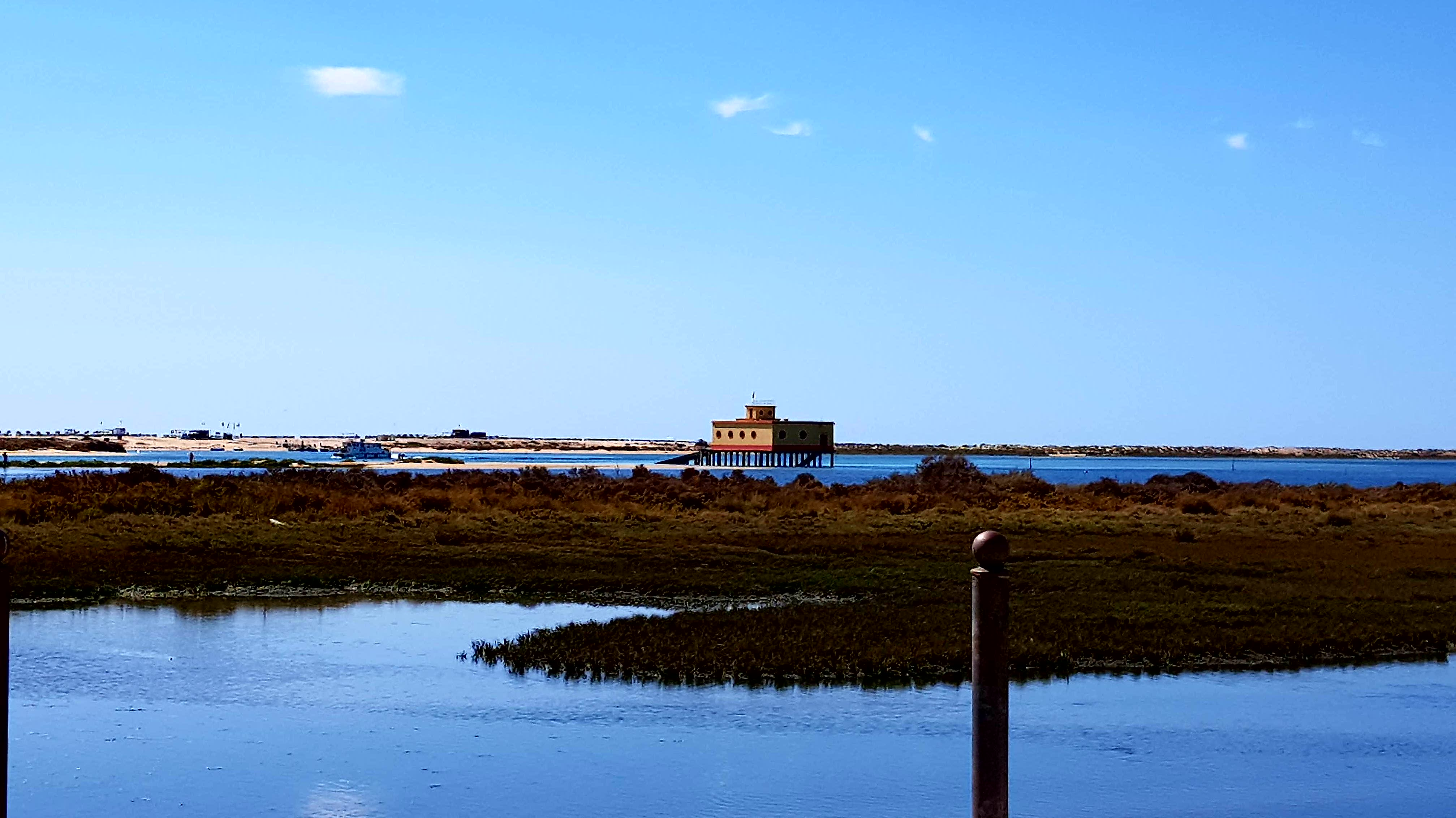
Vue sur la Ria à Fuseta

### Moncarapacho et Fuseta
Moncarapacho e Fuseta (officiellement, Union des paroisses de Moncarapacho et Fuseta est une paroisse portugaise de la municipalité d'Olhão. Elle s'étend sur 70,63 km2 de superficie et compte 9 635 habitants. Elle a été créée lors de la réorganisation administrative de 2012/2013, résultant de la fusion des anciennes paroisses de Moncarapacho et Fuseta. 
Le village de Moncarapacho, plus dans les terres, est au pied du Cerro de São Miguel, point culminant de la municipalité et est entourré par les plantations frutières. Fuseta, l'autre village de la paroisse, borde la Ria Formosa et fait face à l'île de Fuseta. C'est un petit village de pêcheur qui fait également office de petite station balnéaire.

### Olhão

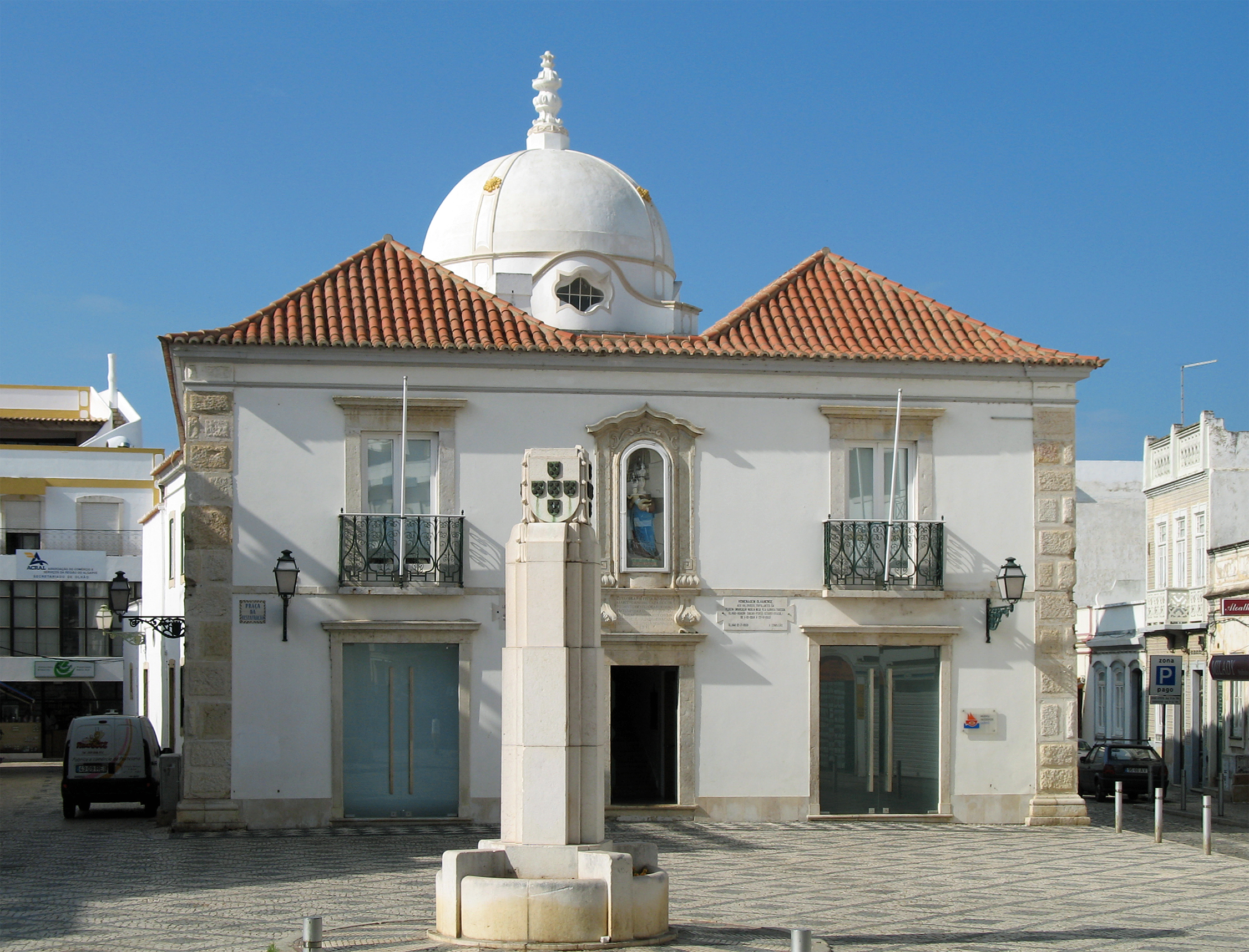
Le musée de la municipalité d'Olhão

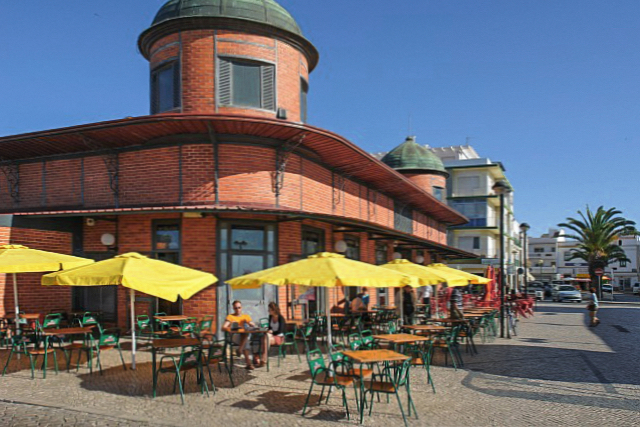
Marché d'Olhão, bâtiment emblématique de la ville.

La paroisse d'Olhão, avec 12,25 km2, est la plus petite de la municipalité, mais également la plus densément peuplée. Bien que portant le nom de la ville, elle se limite à la partie centrale de celle-ci et n'englobe pas sa banlieue immédiate. Elle est le centre économique et politique de la municipalité.

### Pechão
La paroisse de Pechão entoure le village du même nom. Elle compte 3 601 habitants, répartis sur 19,79 km2, faisant d'elle la paroisse la moins peuplée de la municipalité. Pechão est une capitale paroissiale depuis 1593. Faisant auparavant partie de la Municipalité de Faro, elle est intégrée à la Municipalité d'Olhão en 1826.
C'est un petit village rural à environ 4 km d'Olhão et de Faro, où abondent les amandiers et les figuiers.

### Quelfes
La paroisse de Quelfes est habitée par 17 246 habitants, ce qui en fait la paroisse la plus peuplée de la municipalité. Bien que le village qui lui donne son nom soit très petit, la paroisse couvre en réalité une vaste zone qui comprend une partie de la ville d'Olhão et ses banlieues et l'île d'Armona.

## Toponymie
On dit que Olhão est dérivé du mot arabe « Al-Hain », qui signifie « source ». Des modifications phonétiques et phonologiques auraient naturellement conduit à l'apparition du terme « Alham », puis « Olham » et enfin Olhão. Dans la version populaire et selon d'anciens témoignages, Olhão est une modification du nom commun « olho » (œil en français), puisque dans la région il y avait d'abondants « yeux d'eau » (fontaine, source ou puits de grand débit).

## Sport
- La 9e édition de la Coupe d'Europe de marche s'y est déroulée le 22 mai 2011.

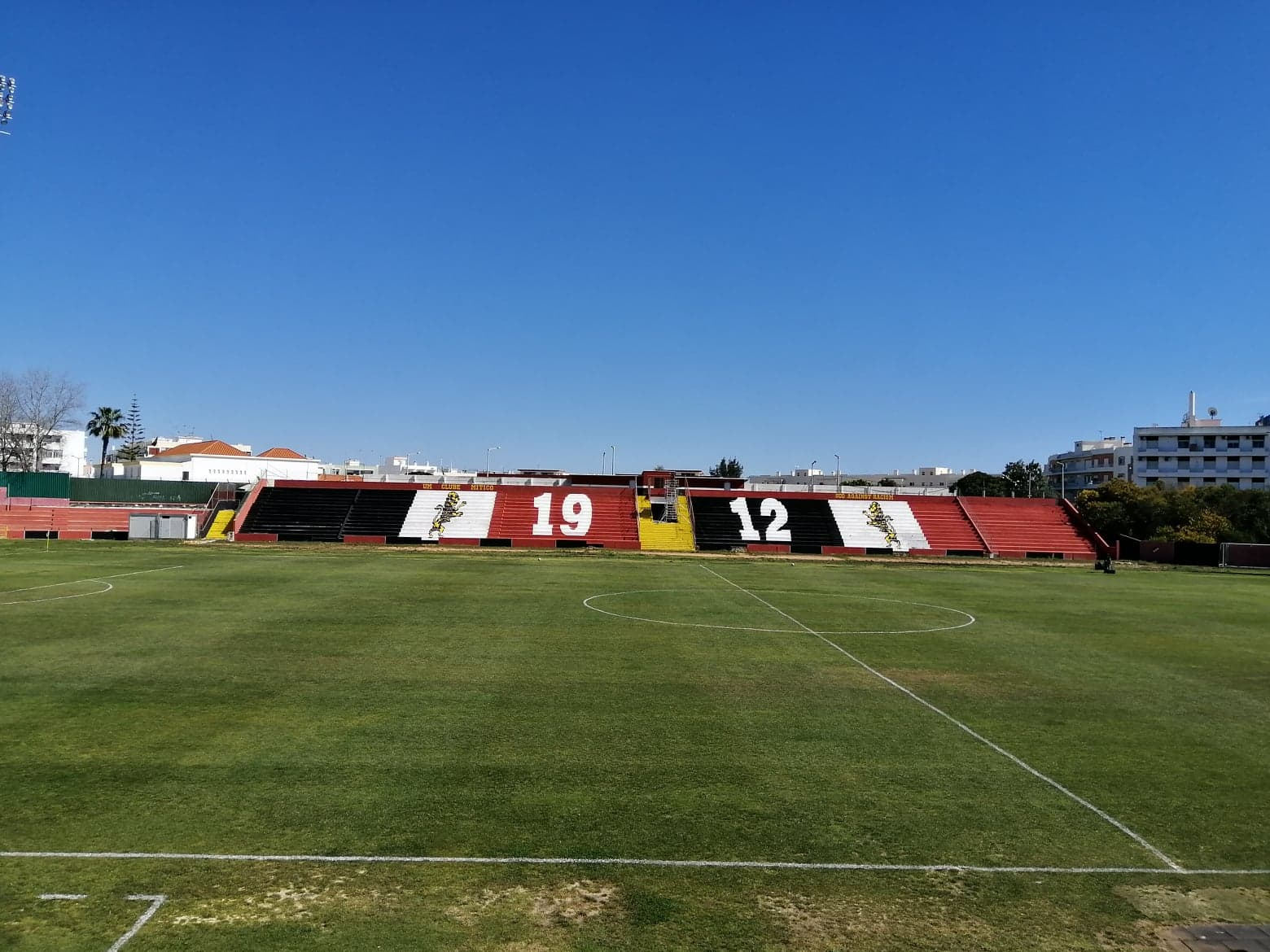
Pelouse et tribunes du stade José Arcanjo

- L'équipe de football portugaise SC Olhanense, crée en 1912, réside dans cette ville. le club fut le premier club à être sacré champion du Portugal en dehors de Lisbonne et de Porto en 1924. De nos jours, le club a connu quelques saisons en D1 portugaise jusqu'en 2014, avant d'être relegué en seconde division, puis troisième, les années suivantes.

## Événements
- Festival des fruits de mer (Festival do Marisco), chaque année au mois d'août : Pendant une semaine il y est proposé des dégustations de différents coquillages, fruits de mer et crustacés ainsi que des concerts de musique portugaise et internationale.
- Festival Poesia ao Sul (Poésie au sud) est un festival littéraire singulier dans le contexte portugais et un des plus importants au sud de la Péninsule ibérique. Uniquement consacré à la poésie, et notamment à la poésie du monde entier, Poésie au sud  souhaite rapprocher les poètes du monde entier du public algarvien ou de ceux qui visitent la région. Ce festival international se déroule dans les bars, galeries d'art, associations, bateaux et également dans les marchés d'Olhão, les rues et les bistrots, éliminant tous les obstacles qui séparent le public de la scène. Il est dédié au poète natif de la ville João Lucio[8].

## Jumelages
- Agadir (Maroc)
- Lesparre-Medoc (France)
- Vendays-Montalivet (France) depuis 1992